# Питикио (Анкона)
Питикио (итал. Piticchio) насеље је у Италији у округу Анкона, региону Марке.
Према процени из 2011. у насељу је живело 95 становника. Насеље се налази на надморској висини од 355 м.